# Feuquières (Oise)
Feuquières és un municipi francès, situat al departament de l'Oise i a la regió dels Alts de França. L'any 2007 tenia 1.571 habitants.

## Demografia

### Població
El 2007 la població de fet de Feuquières era de 1.571 persones. Hi havia 576 famílies de les quals 148 eren unipersonals (44 homes vivint sols i 104 dones vivint soles), 164 parelles sense fills, 216 parelles amb fills i 48 famílies monoparentals amb fills.
La població ha evolucionat segons el següent gràfic:
Habitants censats

### Habitatges
El 2007 hi havia 649 habitatges, 594 eren l'habitatge principal de la família, 18 eren segones residències i 37 estaven desocupats. 572 eren cases i 77 eren apartaments. Dels 594 habitatges principals, 342 estaven ocupats pels seus propietaris, 247 estaven llogats i ocupats pels llogaters i 5 estaven cedits a títol gratuït; 11 tenien una cambra, 26 en tenien dues, 123 en tenien tres, 198 en tenien quatre i 237 en tenien cinc o més. 435 habitatges disposaven pel capbaix d'una plaça de pàrquing. A 301 habitatges hi havia un automòbil i a 166 n'hi havia dos o més.

### Piràmide de població
La piràmide de població per edats i sexe el 2009 era:
| Homes | Edats   | Dones |
| ----- | ------- | ----- |
| 0     | 95 o +  | 0     |
| 0     | 90 a 94 | 4     |
| 8     | 85 a 89 | 4     |
| 4     | 80 a 84 | 20    |
| 12    | 75 a 79 | 24    |
| 32    | 70 a 74 | 24    |
| 52    | 65 a 69 | 44    |
| 28    | 60 a 64 | 40    |
| 16    | 55 a 59 | 28    |
| 36    | 50 a 54 | 40    |
| 40    | 45 a 49 | 36    |
| 72    | 40 a 44 | 64    |
| 72    | 35 a 39 | 56    |
| 76    | 30 a 34 | 80    |
| 49    | 25 a 29 | 40    |
| 28    | 20 a 24 | 44    |
| 52    | 15 a 19 | 52    |
| 76    | 10 a 14 | 56    |
| 52    | 5 a 9   | 68    |
| 44    | 0 a 4   | 72    |

## Economia
El 2007 la població en edat de treballar era de 969 persones, 667 eren actives i 302 eren inactives. De les 667 persones actives 572 estaven ocupades (337 homes i 235 dones) i 96 estaven aturades (49 homes i 47 dones). De les 302 persones inactives 93 estaven jubilades, 77 estaven estudiant i 132 estaven classificades com a «altres inactius».

### Ingressos
El 2009 a Feuquières hi havia 589 unitats fiscals que integraven 1.579 persones, la mediana anual d'ingressos fiscals per persona era de 14.783 €.

### Activitats econòmiques
Dels 58 establiments que hi havia el 2007, 1 era d'una empresa extractiva, 3 d'empreses alimentàries, 6 d'empreses de fabricació d'altres productes industrials, 5 d'empreses de construcció, 10 d'empreses de comerç i reparació d'automòbils, 7 d'empreses de transport, 4 d'empreses d'hostatgeria i restauració, 2 d'empreses d'informació i comunicació, 6 d'empreses financeres, 3 d'empreses immobiliàries, 4 d'entitats de l'administració pública i 7 d'empreses classificades com a «altres activitats de serveis».
Dels 14 establiments de servei als particulars que hi havia el 2009, 1 era una oficina de correu, 1 una oficina bancària, 2 tallers de reparació d'automòbils i de material agrícola, 3 paletes, 1 electricista, 1 empresa de construcció, 3 perruqueries, 1 restaurant i 1 agència immobiliària.
Dels 5 establiments comercials que hi havia el 2009, 1 era un hipermercat, 2 fleques, 1 una fleca i 1 una botiga de material de revestiment de parets i terra.
L'any 2000 a Feuquières hi havia 8 explotacions agrícoles que ocupaven un total de 471 hectàrees.

## Equipaments sanitaris i escolars
L'únic equipament sanitari que hi havia el 2009 era una farmàcia.
El 2009 hi havia 1 escola maternal i 1 escola elemental.

## Poblacions més properes
El següent diagrama mostra les poblacions més properes.